# Dostředivá síla
Dostředivá (centripetální) síla (často označovaná Fd) je síla, která má směr do středu křivosti trajektorie tělesa při křivočarém pohybu (při pohybu po kružnici do středu kružnice). Má směr normály k trajektorii v daném místě, je tedy kolmá na vektor rychlosti. Dostředivá síla způsobuje změnu směru vektoru rychlosti (dostředivé zrychlení), a tím zakřivení trajektorie, velikost vektoru rychlosti však nemění.
Vztah velikosti dostředivé síly, hmotnosti tělesa m, velikosti rychlosti tělesa v (popř. úhlové rychlosti ω) a poloměru křivosti r je
{\displaystyle F_{d}={\frac {m\cdot v^{2}}{r}}}
nebo
{\displaystyle F_{d}=m\cdot r\cdot \omega ^{2}}.
V otáčející se neinerciální vztažné soustavě vzniká odstředivá síla, která se často označuje jako reakce (reaktivní síla podle Třetího Newtonova zákona) k síle dostředivé. Je to však pouze síla zdánlivá a závisí na volbě vztažné soustavy.

## Důkaz
Pohybuje-li se těleso (hmotný bod) po kružnici s konstantní úhlovou rychlostí ω, pak pro úhel φ úsečky spojující těleso a střed kružnice platí:
{\displaystyle \varphi (t)=\omega \cdot t}
kde t je čas. Je-li x souřadnice tělesa v kartézském souřadném systému se středem ve středu kružnice, pak pro tuto platí:
{\displaystyle x(t)=r\cdot \cos(\varphi )=r\cdot \cos(\omega \cdot t)}
Víme, že složku zrychlení ve směru osy x získáme druhou derivací souřadnice x podle času:
{\displaystyle a_{x}(t)={\frac {\mathrm {d^{2}} x}{\mathrm {d} t^{2}}}}
kde {\displaystyle a_{x}} je složka zrychlení tělesa ve směru osy x, tedy platí:
{\displaystyle a_{x}(t)=-r\cdot \omega ^{2}\cdot \cos(\omega \cdot t)}
Pro {\displaystyle \varphi =k\cdot \pi }, kde k= 0,1,2,…,n pak platí, že absolutní hodnota této složky zrychlení ve směru „x“ je rovna hledanému dostředivému zrychlení ad:
{\displaystyle a_{d}=r\cdot \omega ^{2}}.
Dostředivou sílu F d pak spočítáme z Newtonova zákona:
{\displaystyle F_{d}=m\cdot a_{d}=m\cdot r\cdot \omega ^{2}}
První Newtonův zákon říká že pohybující se předmět pokračuje v pohybu po přímé dráze, dokud jej nějaká síla nedonutí změnit směr